# John Box
John Box (ur. 27 stycznia 1920 w Londynie; zm. 7 marca 2005 w Leatherhead) – brytyjski scenograf filmowy. Czterokrotny laureat Oscara za najlepszą scenografię do filmów: Lawrence z Arabii (1962) i Doktor Żywago (1965) Davida Leana, Oliver! (1968) Carola Reeda oraz Mikołaj i Aleksandra (1971) Franklina J. Schaffnera. Był także nominowany do tej nagrody za scenografię do filmów Podróże z moją ciotką (1972) George'a Cukora i Podróż do Indii (1984) Davida Leana.